# Thái Hoàng Nhữ
Thái Hoàng Nhữ (chữ Hán giản thể: 蔡黃汝; chữ Hán phồn thể: 蔡黃汝; bính âm: Càihuángrǔ; sinh ngày 15 tháng 11 năm 1987) là một nữ diễn viên và ca sĩ người Đài Loan.